# 2022年南西·裴洛西訪問台灣
2022年8月2日至8月3日，美國民主黨籍政治人物南希·佩洛西在擔任第52任眾議院議長任內率團訪問臺灣，作為其亞洲之行的一部分。她成為1979年美國與中華民國斷交以來，第二位於任内訪問臺灣的聯邦众议院议长，也是聯邦政府執政黨籍首位訪臺的國會議長。由於眾議院議長在美國總統繼任順序中僅次於副總統，因此裴洛西也成為《臺灣旅行法》生效以來訪臺層級最高的聯邦官員。訪問團於臺北時間8月2日晚間抵達臺北松山機場，次日造訪立法院、總統府、白色恐怖景美紀念園區等地，於傍晚離境。
本次訪問不及20小时，但引起的外交關注和军事行动远超台灣戰後历次外國政要访台。中国大陆当局基於與中華民國的政治對立，稱此次訪問为「窜访台湾」或“窜访中国台湾地区”及简称「窜台」。佩洛西抵台前，中华人民共和国外交部、国防部官员多次警告美國政府，解放军在多个海域演习示威；美國政府则在訪問前後派雷根號航空母艦及的黎波里號兩棲突擊艦等到台灣東部與周邊的菲律宾海护衛。佩洛西抵台后，中国大陆多個官方單位相继对此发表声明表达抗议，並觸發中国大陆對台舉行一系列軍事演習。

## 背景與先例

### 眾議院與臺灣的關係
1979年美国與中華民國斷交後，兩國間政府高層互訪驟減，但美国国会對臺支持在臺灣民主化後則漸增強。
1997年4月，聯邦眾議院議長金瑞契（共和党籍）親率兩黨代表團共12名聯邦眾議員，乘美国空军專機出訪亞洲，並在抵達中国大陆北京市面見時任中共中央總書記暨中华人民共和国最高领导人江泽民後，接著轉往日本东京，随后抵達臺灣停留約3小時，期間與中华民国正副總統李登輝、連戰等政府高層會晤。金瑞契於25年後接受《福克斯新聞》訪問時表示，當年他於出訪前夕才告知中國大陆方面將要訪問臺灣，北京十分憤怒，但他透過國安顧問佩克漢告訴中国大陆方面，如果北京不歡迎他，那他就會跳過中國大陆直接訪問臺灣，北京才軟化態度，達成「先訪中（陆）、再訪台」的共識。
2018年，旨在促進臺灣與美國間高層級互訪交流的《台灣旅行法》在議長萊恩主持的眾議院獲通過，後經參議院通過及總統川普簽署生效成美國法律。
2019年4月，2012年共和黨副總統提名人及甫卸任的眾議院前議長萊恩率代表團訪問臺灣，慶祝美國制定《臺灣關係法》40週年，並會見蔡英文。

### 裴洛西本人與臺灣的關係
1999年臺灣中部921大地震後的12月，眾議員裴洛西首次訪臺關懷災情及重建工作，拜會李登輝總統。
2001年9月8日，《舊金山和約》簽訂50週年，台灣人公共事務會（FAPA）北加州分會主辦傳達「台灣主權屬於台灣人民」理念的遊行，選區在舊金山的裴洛西也到場演講為台灣主權發聲。
2001年9月，美國發生911事件。10月，時任中華民國總統陳水扁與週前甫獲選為眾議院少數黨黨鞭（院內民主黨第二號人物）的裴洛西等3位眾議員電話會談，重申臺灣對美國反恐怖主義行動的堅定支持。
2019年2月，多位聯邦參議員聯名致函眾議院議長裴洛西要求邀請時任中華民國總統蔡英文赴美國國會聯席會議發表演說。3月，蔡英文出訪過境美國夏威夷時與裴洛西電話聯繫，交換對臺海議題的意見。3月，桃園市長鄭文燦訪美進入議長裴洛西辦公室與其國安顧問會談；7月，鄭文燦代表蔡英文拜訪裴洛西。

## 邀訪磋商與行前消息
2022年1月底，曾於2020年總統選舉獲勝後訪問美國會晤眾議院議長裴洛西的副總統賴清德及駐美國代表處蕭美琴大使於出席宏都拉斯總統就職典禮回程過境舊金山（裴洛西的選區）時與她視訊會議半小時，裴洛西表示：因為疫情的關係，雖然很難與副總統面對面相見，但希望未來，不管是在華盛頓、臺北，或者透過視訊會議，都期盼能有機會進一步與副總統交換意見。
2022年4月7日，日本媒體富士新聞網透露裴洛西即將於赴日後訪問臺灣。但她的亞洲之行因確診COVID-19而延期。《自由時報電子報》指出，她原本預計於2022年4月10日《臺灣關係法》立法43周年之日訪臺。
2022年6月下旬，立法院立法委員林昶佐赴美國華盛顿特區參加「國會議員西藏大會」時，面邀裴洛西完成原訂的訪臺之行。
美国国务卿布林肯在7月上旬事先向中華人民共和國外交部部長王毅知會了裴洛西可能訪台的消息。7月19日，金融時報公開披露，裴洛西在8月的訪亞行程中，可能訪問臺灣。NBC新聞在7月30日的報導中提及，裴洛西訪亞行程啟程時，台灣部分還只列為“暂定”。8月1日，美国有线电视新闻网引述台湾和美国政府官员的话报导称，裴洛西预计在台湾停留一晚。
美國政府對裴洛西訪臺的意见有分歧。7月下旬，美国总统拜登在回答有关佩洛西当时传闻可能会訪問台湾的问题时表示「军方认为现在这不是一个好主意。但我不知道它的访台状态如何」。这一表态示显了美国国内严重的意见分歧，尤其是来自共和党议员的表态压力，导致其官员陷入艰难的外交境地，不得不多次回应有关问题。在佩洛西可能面对来自北京阻碍的问题上，美国国务院发言人普莱斯对此拒绝讨论任何担忧。佩洛西在一场例行记者会上被问及拜登的说法时，拒绝讨论她可能前往台湾的行程，但表明美国对台湾的支持很重要。佩洛西對拜登「军方认为现在这不是一个好主意」說法表示理解，猜測军方担心美国飞机会被击落或类似的事情。但她补充说，她没有从拜登那里听说过。
行政院院長蘇貞昌於7月27日表示非常感謝裴洛西長年以來對臺灣非常支持與友善，對於任何國外友好貴賓訪臺都非常歡迎，政府都會做最好的安排。
包括美国国家安全顾问苏利文在内的多名美國政府官员，皆对佩洛西的出访表达了担忧，并就如何劝阻议长不要前往台湾提出建议，甚至派一些官员直接与佩洛西交谈。拜登于2022年7月28日与中共中央總書記暨中华人民共和国最高领导人习近平进行了两个多小时的通话。習近平呼吁拜登劝阻佩洛西访台。拜登稱對於裴洛西訪臺一事，他無法阻止另一個美國公民的人身自由，總統也不應該干涉國會的運作。美國軍方雖然表態不建議，但已為佩洛西亞洲之行安排了相關的安保工作。拜登非常明确地表示，美国国会獨立於政府行政部門，出访行程是由佩洛西自己决定。
据《中國時報》披露，佩洛西7月20日曾主动致电中華民國駐美代表蕭美琴，询问台灣方面为何傾向“撤回邀请”。中華民國外交部稱針對本案細節，則不願進一步多談，官方表態僅回應國際友人一向都是竭誠的歡迎。而萧美琴本人則不認同所謂撤回邀请的说法，并称這問題可能是因訊息傳遞有所落差的小風波。《頭條新聞》報導，佩洛西在2022年1月與4月兩度研議訪台未果，直到這次第三度規劃才有機會出訪。當年適逢中期選舉，國會有很多立法工作待推動，「在百忙中仍願抽空訪台」，是為展現對台灣的支持，此次若未能成行，「絕無其他更適當之時機」，下次訪台的眾議院議長將會是他人，「盼台灣了解」。美国国家安全委员会印太事務協調員坎贝尔也在7月22日晚與蕭美琴通話稱，美國國防部長奧斯汀22日當天向佩洛西簡報，盼改變計畫，「豈料佩洛西甚感惱怒」，稱唯有美國總統拜登親自要求，她才願考慮，但拜登應該不會阻止。蕭美琴最後回應，如果裴洛西堅持評估8月初是訪台最佳時機，我政府當然是要歡迎。
台灣關懷中國人權聯盟創會理事長楊憲宏聲稱，裴洛西在年初就已經安排了訪台行程，但由於其欲訪台的消息走漏，裴洛西擔心李明哲的安危而臨時推遲原定4月的訪問。

## 人员编排
与佩洛西一同出訪的美國國會代表團成員包括美國眾議院外交委員會主席米克斯、美國眾議院退伍軍人事務委員會主任高野、眾議院議員戴貝妮、克利胥納莫提和安迪·金。佩洛西曾邀请共和党众议员麥克考一同出访，后者以「个人安全和义务相冲突」为理由拒绝了邀请，但极力推荐佩洛西出访。

## 行程

### 抵台前

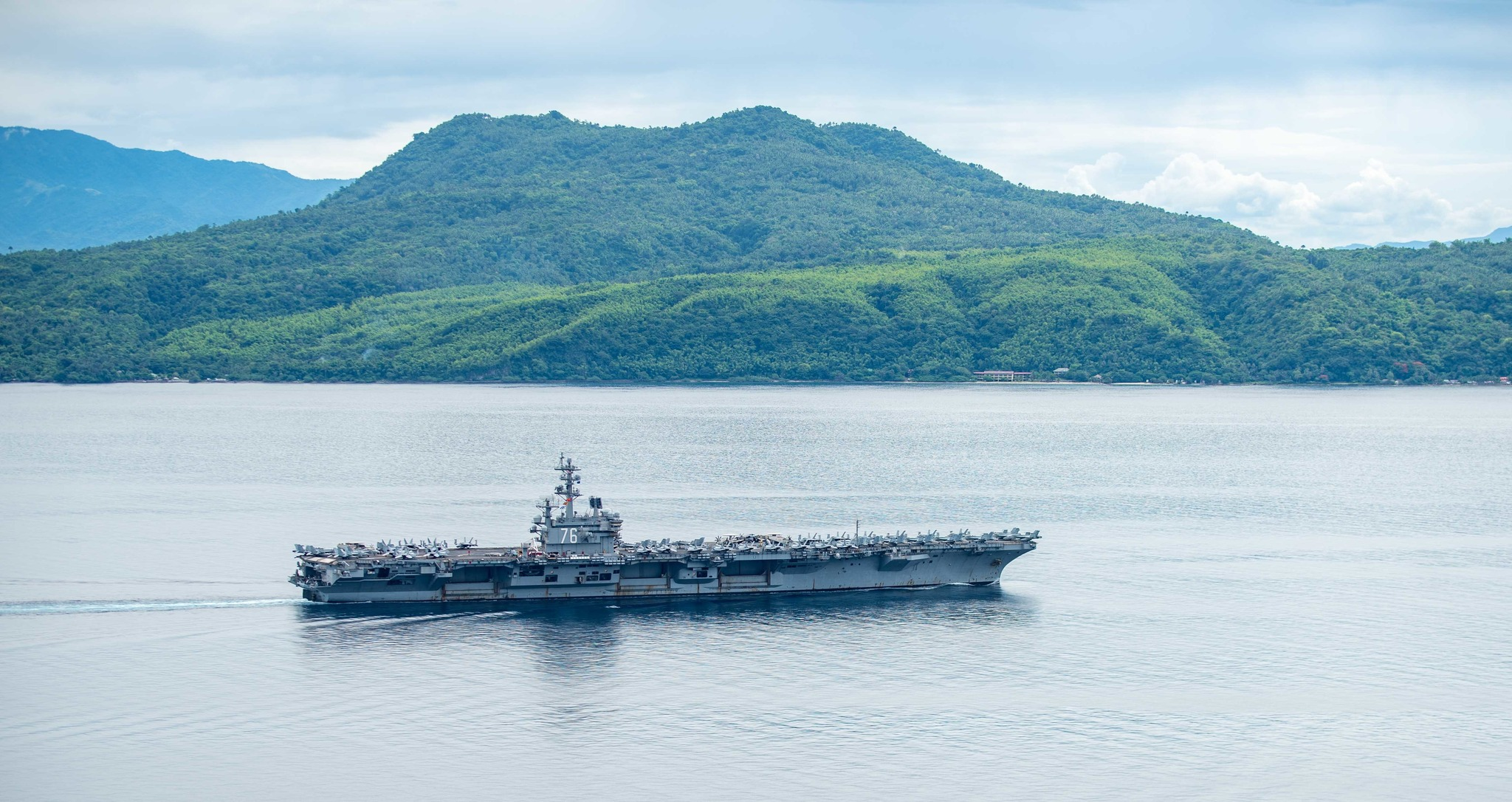
裴洛西議長抵臺前的雷根號航空母艦正在臺灣東南、菲律賓東部水域

8月1日，《聯合新聞網》引述不明官員說法稱裴洛西一行将于2日晚间21時到22時30分之间抵达台湾，如果过夜可能下榻臺北市中山區或信義區的饭店。美国《华尔街日报》、CNN披露称，正在亚洲访问的佩洛西已经确定将增加前往台湾一站。英国《金融时报》报道称，佩洛西预计将于週三会见中華民國總統蔡英文。東森新聞的報導則稱，佩洛西预订星期二晚间22時30分抵达臺北松山機場，停留一晚后星期三上午8時与蔡英文总统会面，上午10時离开台湾。8月2日上午9時10分起，桃園國際機場公司及松山機場服務臺陸續接獲9起來自境外的恐吓訊息，揚言在机场放置炸彈引爆，以阻止裴洛西訪臺。機場人員立刻通报航警局，有关單位接获报案后著手展开調查。同時全臺各地機場亦提升警戒、加强巡查戒备。
8月2日下午开始，台北市警方在台北君悅酒店部署警力。警政署在松山基地指揮部周圍布署大批警力，同時在指揮部對面隔離、劃定採訪區域，民權東路沿線各路口於18時許早已安排有警力进行交通管制。当晚，台北市警方證實，美國眾議院議長佩洛西乘搭的航班，將於今晚22時降落於台北松山機場，車隊將直接前往下榻台北君悅酒店，警方啟動「鴻賓勤務」將沿途交通管制，8月1日出動400名警力，預計8月2日行程出动700名警力。
因目的地未定，其航班之飛行路線引發關注；僅Flightradar24網站便引來292萬人次追蹤，中間一度有70.8萬人同時在線追蹤，創該網站設立以來追蹤人數最多紀錄。Flightradar24显示，佩洛西此前搭乘的C-40C专机（呼号SPAR19）于8月2日下午15时42分从吉隆坡起飞，8月2日晚间21时30分许，目的地已从“未知”变更为“台北”，所显示的到达时间为晚间22时43分。据报道，為避免訪台行程遭軍事威脅干擾，專機航線特地先往東飛行穿過加里曼丹島，再轉北沿著菲律賓東側的菲律賓海北上，沿台灣東部海岸進入陸地降落松山機場，比平常途經南海及台灣海峽的吉隆坡飛台北航線多出約2小時飛行時間。中国中央电视台报道稱解放军对佩洛西的专机进行了全程跟踪监控，迫使专机绕到菲律宾上空后再回到台湾松山机场。《南華早報》則聲稱，解放军受到美軍航艦打擊群電戰系統干擾，無法掌握裴洛西专机的行蹤。

### 抵臺當晚

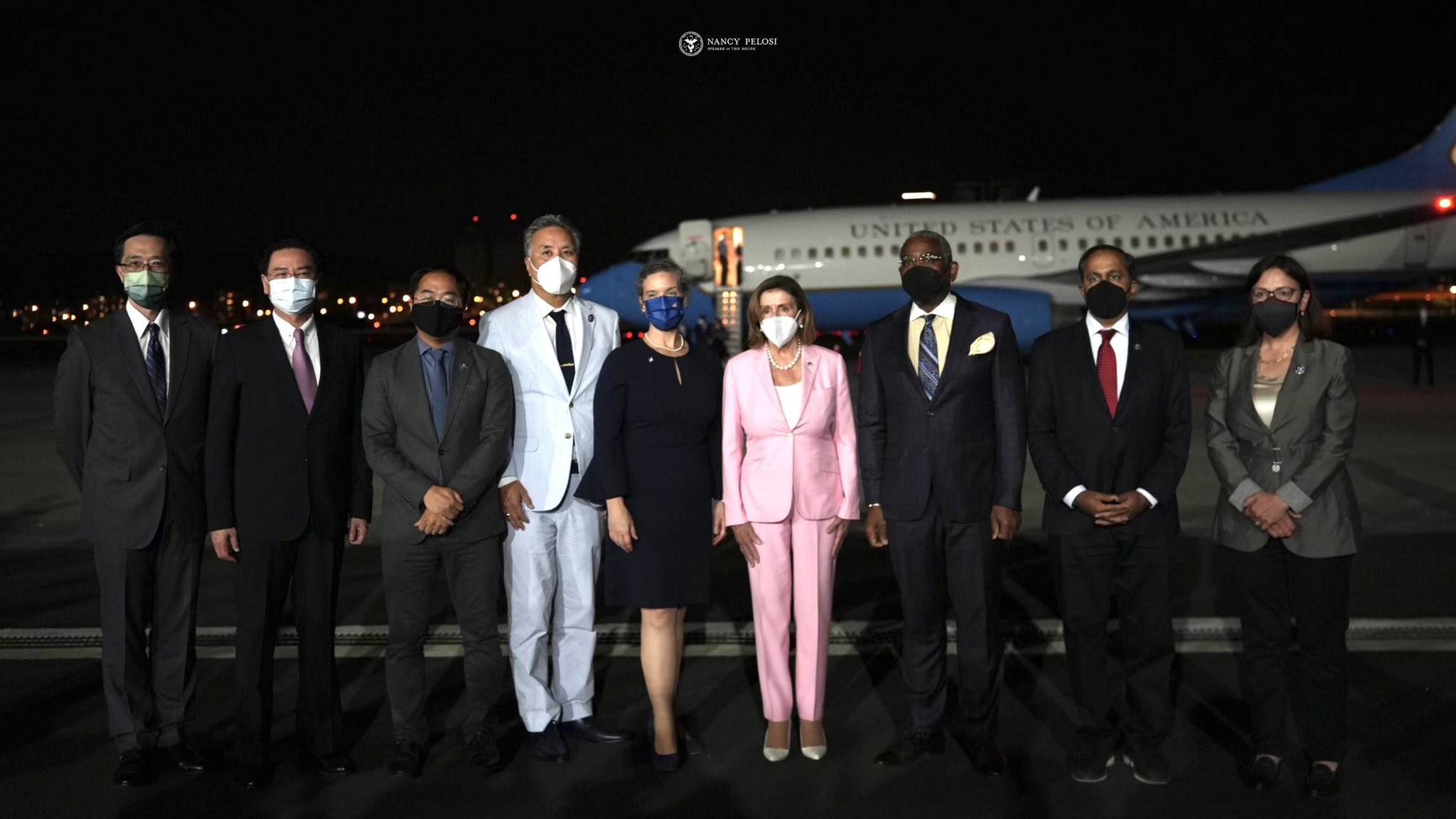
外交部長吳釗燮於空軍松山基地歡迎裴洛西

8月2日晚上10時44分，裴洛西一行座機降落臺北松山機場。中華民國外交部部長吳釗燮接機，美國在台協會（AIT）臺北辦事處處長孫曉雅現場陪同。。
裴洛西安全抵达台湾后隨即在推特上声明：「美國堅定支持台灣2,300萬人民，這在目前比以往都更加重要，因為世界正面臨獨裁與民主的抉擇。」她同時強調維持現狀的重要，稱中美外交政策原則沒有改變，就如同以往的訪問默契一樣。裴洛西除了官方表態外，也向《華盛頓郵報》投書「我為何率團訪問台灣」一文。文中，她解釋此行是為了貫徹《台灣關係法》中「美國對臺灣民主的承諾」，批評中國大陸對人權與自由的侵害，也表示「世界正面臨獨裁與民主的抉擇」，引用2022年俄羅斯入侵烏克蘭以及她四月間到基輔的訪問。

### 抵臺次日
8月3日上午，裴洛西一行在內湖的美國在台協會臺北辦事處舉行早餐會後，前往立法院拜會。因立法院院長游錫堃COVID-19快篩陽性仍需隔離，由立法院副院長蔡其昌接見。蔡其昌表示裴洛西是「台灣的朋友」。裴洛西表示这是很大的讚美，并代表國會的同事接受這項殊榮。裴洛西在立法院致詞時，提到過去曾在天安門拉横幅抗議，表達對人權的支持，及對中國大陸不公平貿易作法表達抗議的經歷。朝野各党团在立法院的总召集人代表其所属政党对佩洛西的来访皆表达肯定及欢迎，而正在隔離照護中的院長游錫堃亦透過視訊和裴洛西致意。 在佩洛西与蔡其昌的對談中，为佩洛西翻译的口译员數度打断佩洛西。結束時，佩洛西再度谈话但被另一名口譯員以時間因素制止。口譯員的表現被在地网络輿論诟病；前中華民國駐紐西蘭大使介文汲亦嚴厲批评。一些前任、現任口譯員則为該口译员緩頰，包括前外交官趙怡翔。该口译员後據報是由美方安排的翻譯，且是美國在台協會的員工。
稍後，蔡英文在總統府接見裴洛西訪問團，頒授裴洛西「特種大綬卿雲勳章」。對於兩岸關係，蔡英文強調，表示台灣致力維持兩岸現狀，台灣人民非常務實；一直以來國會議員團到台灣是朋友間的正常做法，中國大陸軍事演習是不必要的反應，台灣會一直對建設性的對話持開放態度。裴洛西議長強調，此次來訪的重點是43年前美國國會通過《台灣關係法》，許下對台灣的堅定承諾，要與台灣站在一起，並推動台美繁榮夥伴關係。為接待裴洛西訪問團，蔡英文当日向民主進步黨中常會請假，由民進黨立法院黨團总召集人柯建銘代理主持中常會。
之後舉行媒體互動會，開放台灣中央通訊社、美國彭博新聞和日本朝日新聞等三家媒體發問。另裴洛西對於事件刺激北京表達了看法，暗示其訪問台灣之所以激怒北京，不是因為她成為25年來訪台層級最高的美國政界人士，而是因為她是女性。

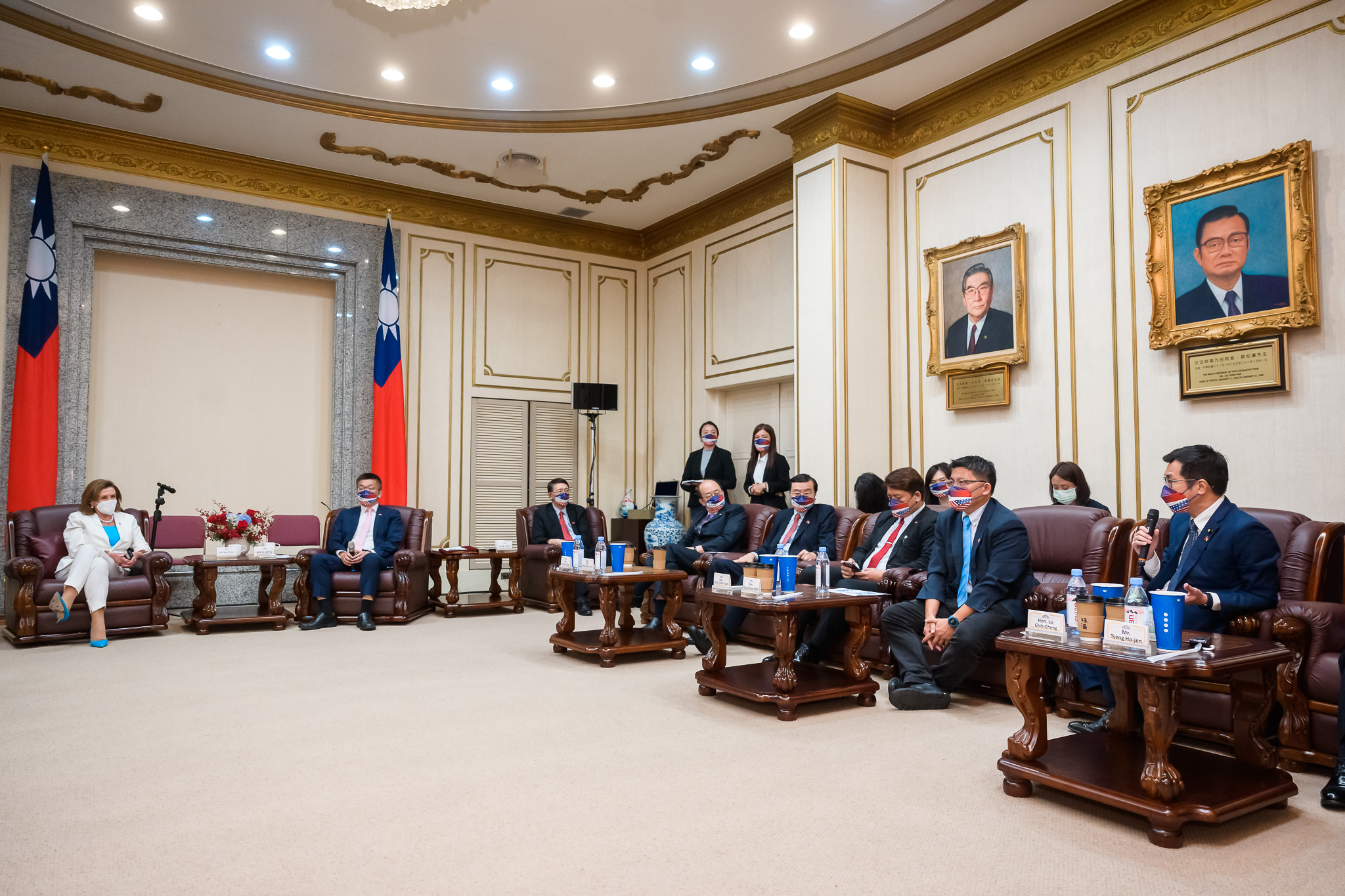
裴洛西赴立法院會晤各黨團召集人
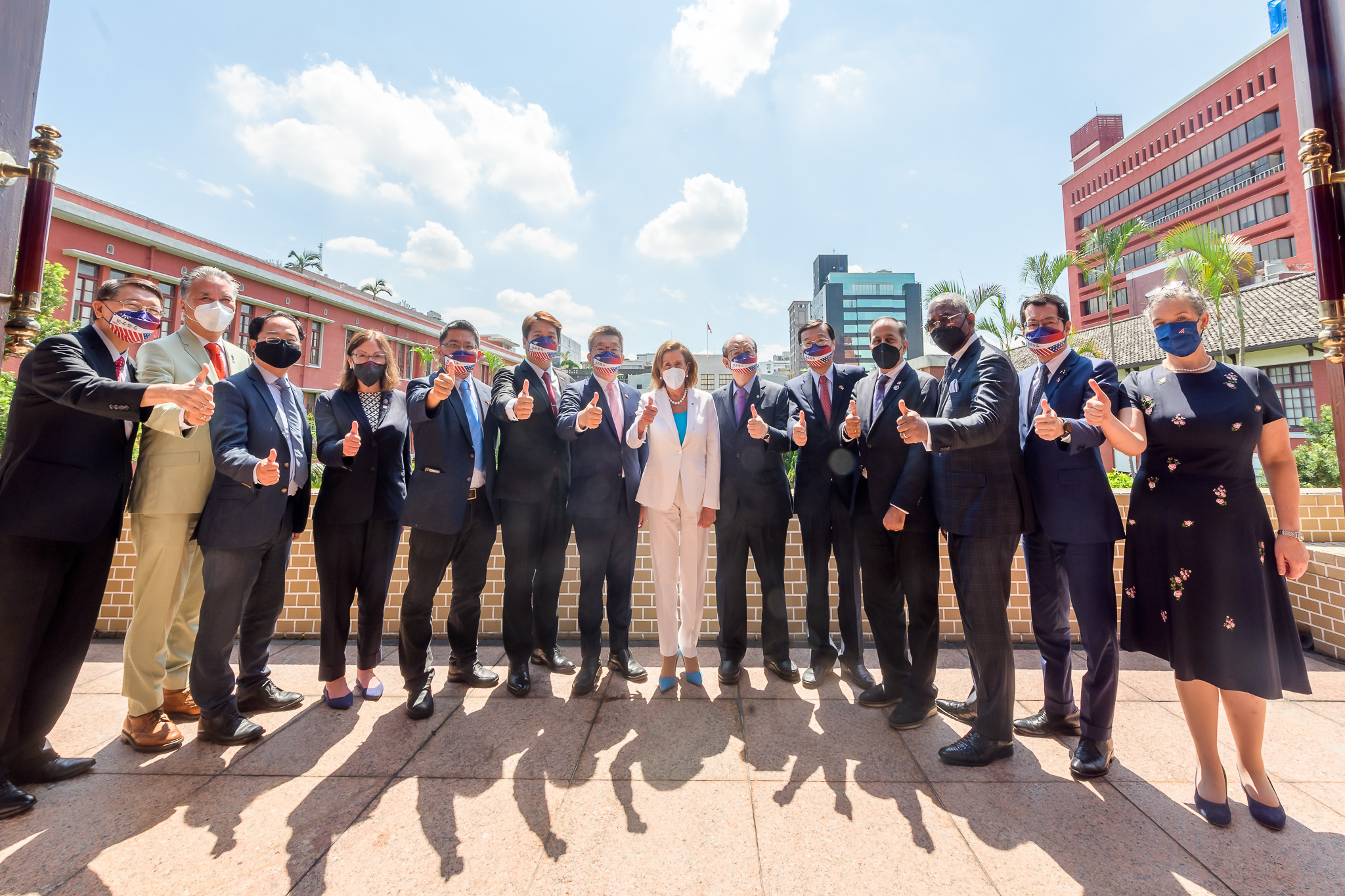
裴洛西議長訪團於立法院會客室外陽台
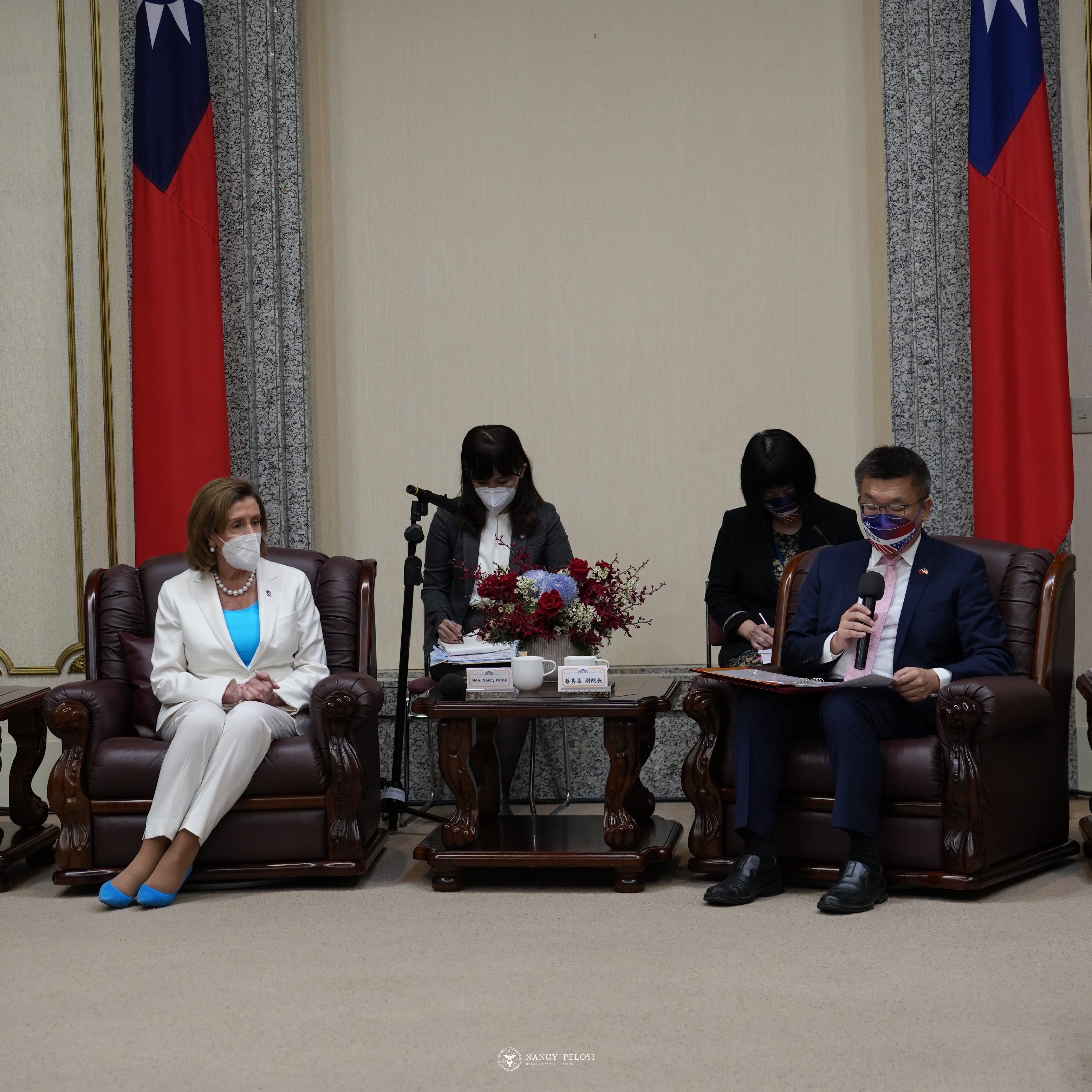
裴洛西議長與立法院副院長蔡其昌進行會談
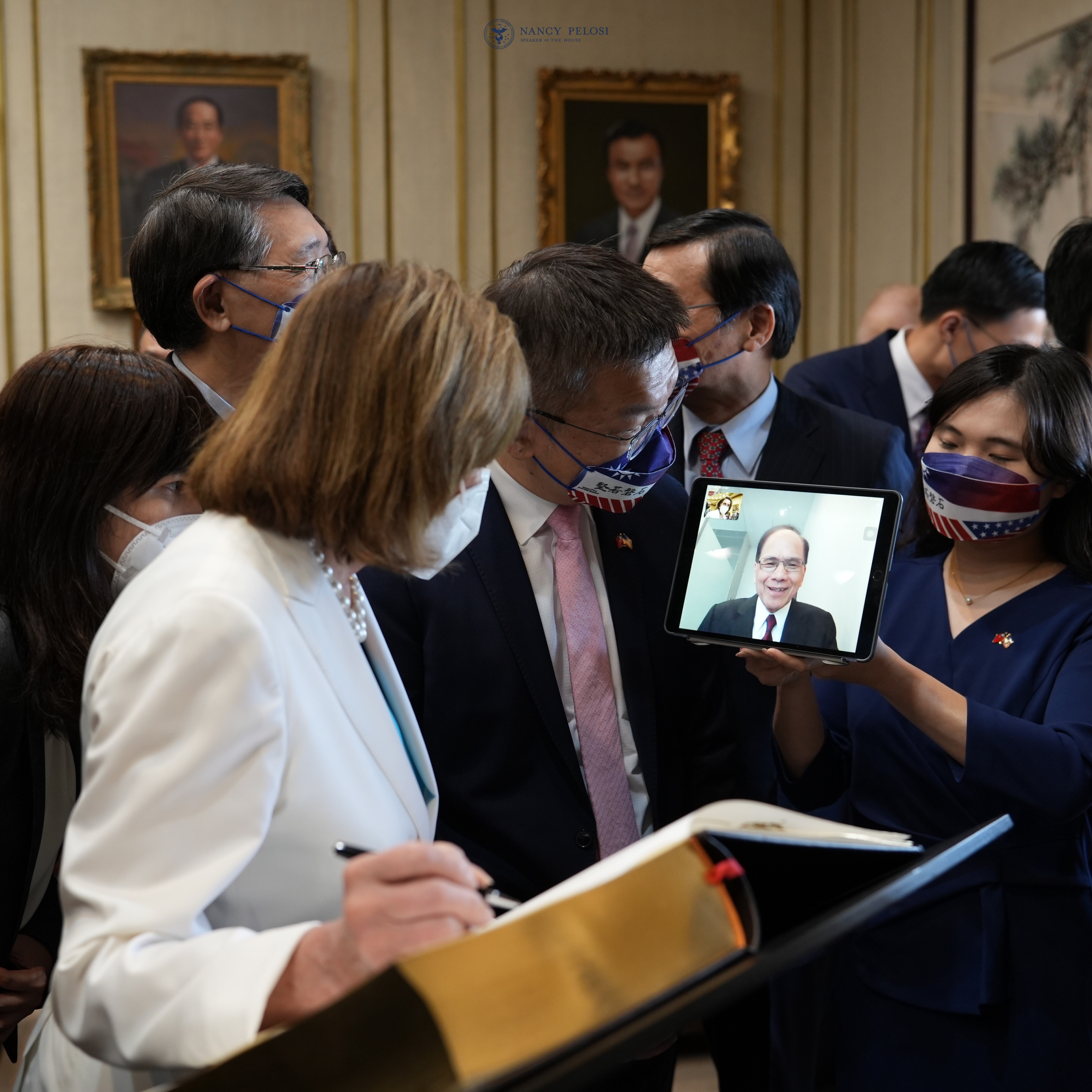
裴洛西議長由平板會見隔離中的立法院院長游錫堃
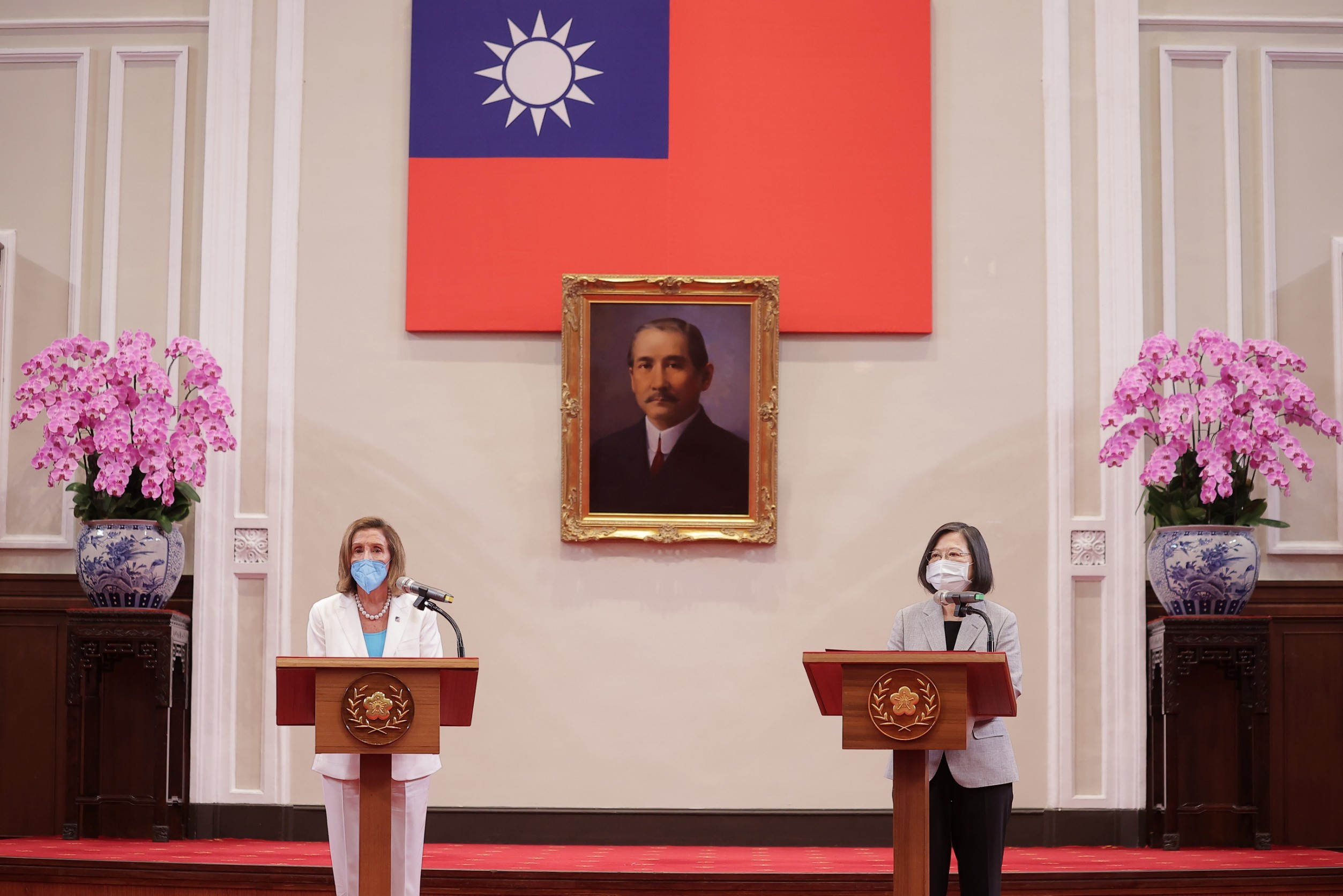
裴洛西與蔡英文召開聯合媒體互動會

中午，蔡英文於臺北賓館設宴款待裴洛西訪團一行人，台積電創辦人張忠謀、台積電董事長劉德音、和碩副董事長程建中等多位企業家都受邀出席。根據《華盛頓郵報》報導，裴洛西已在早上的行程於美國在台協會以視訊會議方式與劉德音討論關於實施最近通過總投入高達520億美元的《晶片與科學法》，訪台直指科技議題。
下午行程尾聲，訪團前往景美人權園區參訪臺灣民主化的路程，該行程的交流會是由美國在台協會邀請台灣、香港、中國大陸三名代表，以及西藏團體，還有在白色恐怖時期政治受難者、監察院長兼國家人權委員會主任委員陳菊陪同下，會見與中國大陸及香港民主化相關的受迫害者，包括李明哲、吾爾開希、林榮基等人；期間場外發生肢體衝突，抗議者數人被警方帶走。內政部警政署表示，裴洛西访台期间，总共動員2,000餘名警力，並在各個節點，讓支持、抗議團體分開表達意見，未釀衝突，圆满完成任務。

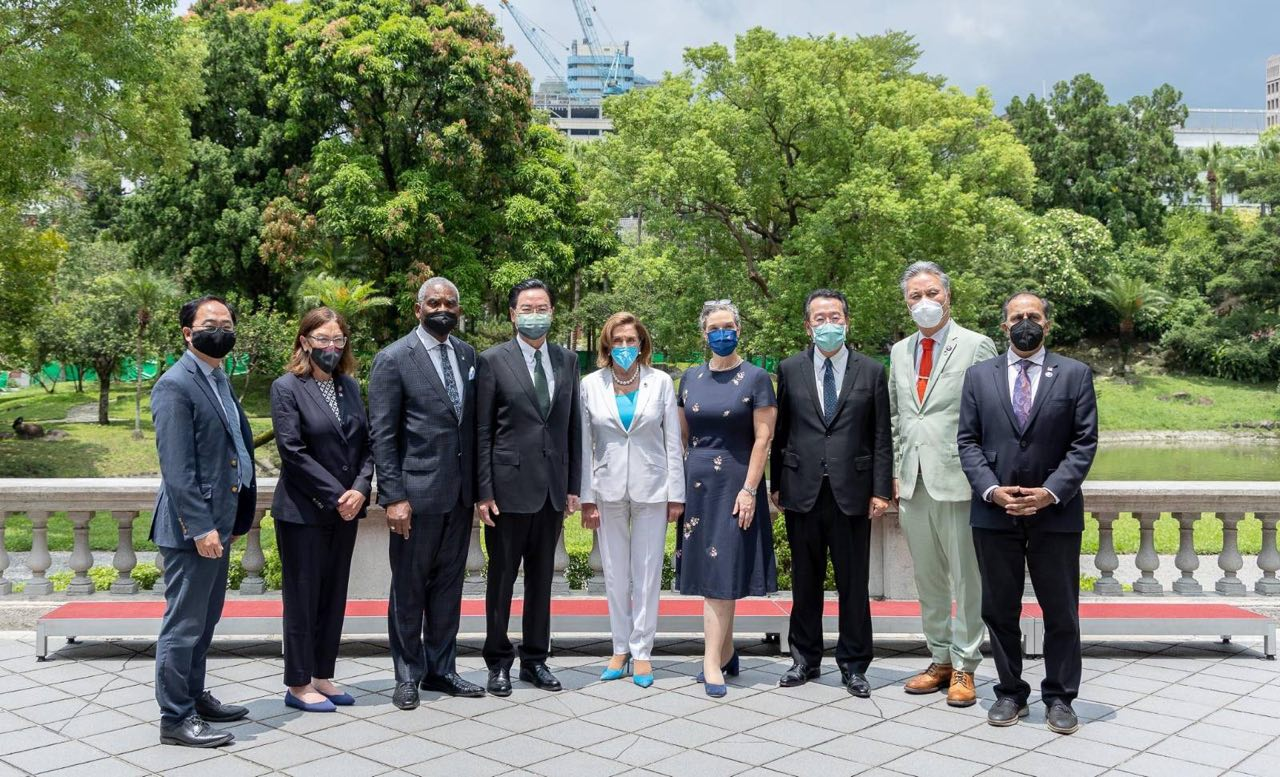
裴洛西代表團與顧立雄等於臺北賓館
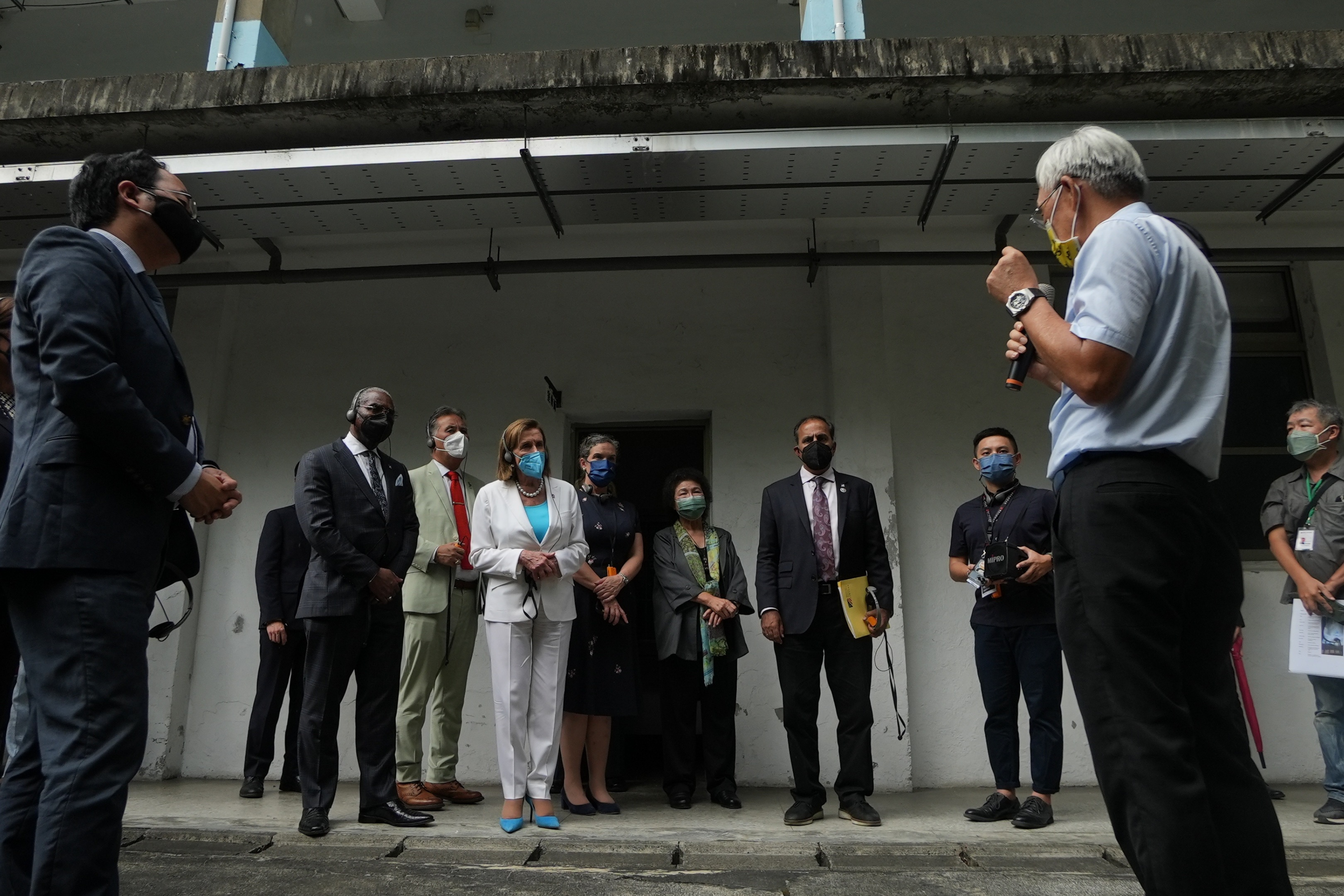
代表團隨陳菊參訪白色恐怖景美紀念園區
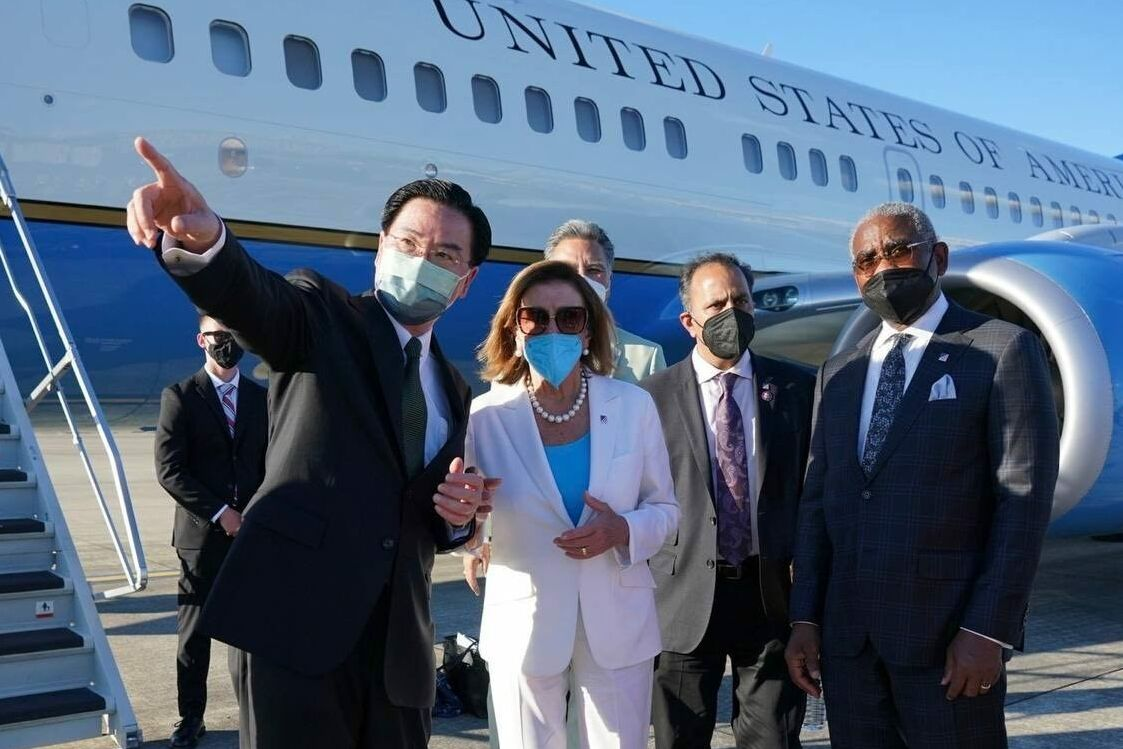
外交部長吳釗燮於佩洛西離台登机前送行

### 離台
訪問團結束臺灣行程後直接前往松山機場準備離境，中華民國外交部與美國在台協會負責送行；飛機約在傍晚近18时左右起飛。飛機自台灣起飛後，直線往東朝日本宮古島空域方向飛行，繞經沖繩本島後，往韓國首爾飛去。佩洛西于韩国标准时3日夜间21时26分抵达京畿道烏山空軍基地。

### 後續
裴洛西離台後，眾議院議長網站聲明，此次訪問是她們在印太地區更廣泛旅行的一環，重點在關注安全、繁榮和治理，台灣在這三方面都是全球領導者。此時此刻，美國與台灣人民團結一致比以往任何時刻都更加重要，「中國（大陆）無法阻止世界各地的領袖造訪台灣」，裴洛西本人也發出1分半左右的推特影片，以紀錄此次「歷史性」的行程。
8月10日，佩洛西返美後召開首場記者會表示，她的訪台行程符合美國政策，北京卻藉此企圖建立新常態，因此不能放任不管，隨團成員也在記者會指改變現狀的是北京而非華盛頓。另外，她回美國接受美國全國廣播公司（NBC）訪問時，強調支持一中政策，並稱讚「中國是世界上最自由的社會之一」，這番對於中國的評論引發議論。中華民國外交部澄清稱，裴洛西受訪後其辦公室發布逐字稿，說明她本意指的是台灣，稱「中國」屬口誤。
據霍士新聞網報道，佩洛西的兒子小保羅隨團訪問台灣，但他並非官方代表團成員，亦不是華府官員或議員顧問，卻乘搭公帑支付的專機，接受中華民國政府款待。小保羅受僱於兩家鋰礦公司，而台灣是亞洲鋰電池生產領先者，因此惹來外界質疑他利用母親影響力謀取商業利益。惟佩洛西否認，稱兒子只是護送她。
8月16日，總統府副秘書長黃重諺表示「其實裴洛西只是一個藉口」，就算裴洛西議長未訪臺，中共軍演作為仍會在近期以各種形式呈現與進行，包含試射飛彈。

## 相关军事行动
在裴洛西访问台灣前後，中國大陸、臺灣及美國與日本各自在台灣周邊進行軍事操演。

## 各方反应

### 中华人民共和国（中国大陆）
外交部、国防部、中共中央台办（国台办）、全国人大常委会、全国政协外事委员会、香港特別行政區政府、澳门特别行政区政府、八大民主党派發表聲明，就佩洛西访台表示坚决反对，对美方强烈谴责，並向美方提出抗議。
有民众对于中华人民共和国政府没有展示出预期的强硬举动而感到不满与失望，而相对的，也有民眾对此表示理解。

### 中华民国（台湾）
8月2日晚9時起，台北101點燈对佩洛西的访问表達歡迎，點燈內容包含「堅定支持台灣」、「美台友誼永固」等。並有大批人潮在松山機場附近觀賞飛機抵台。
民主進步黨、中國國民黨、台灣民眾黨、時代力量、台灣基進、台灣團結聯盟等政黨對裴洛西訪台表示歡迎。新黨、中華統一促進黨等團體則发起抗议。
中華民意研究協會（兩岸民意與政策研究中心）發佈8月3日至5日民調，結果顯示53.7％受訪者認為裴洛西訪台有助台美實質關係，27.4％認為沒有幫助。35.7％認同裴洛西訪台「只對執政黨有利，一般民眾根本沒有感覺」，47.7％不認同。46.9％認為裴洛西訪台「美國是最後的贏家」，41.2％認為「台灣是輸家」。

### 美国
总统拜登最初于7月20日表示，美国军方官员相信，佩洛西此刻访问台湾“不是一个好主意”。然而8月1日，白宫国家安全发言人柯比表示，佩洛西有权访问台湾，并补充说，我们不应该被中方的言辞所吓倒。
8月2日，裴洛西抵達台灣后，柯比重申，称裴洛西此行完全符合美方以台灣關係法、美中三公報與六項保證為指引的一中政策，美方反對任何一方片面改變現狀，期望以和平方式解決兩岸分歧。佩洛西在抵达台湾后也发表声明，认为此次访台是“符合臺灣關係法、中美三个联合公报和‘六項保證’的”。

## 相關事件及影响

### 網路攻擊
8月2日，中華民國總統府網站受到網路攻擊，一度未能正常運作。8月3日，臺灣7-Eleven及台鐵新左營站的螢幕遭駭，出現反裴洛西文字。23时27分左右，中華民國國防部、總統府、外交部等部會官网遭受攻击，並一度瘫痪。
8月4日深夜，高雄市政府環境保護局飲用水網站遭攻擊，首頁被換成中华人民共和国国旗照片。中華民國内政部警政署用于受理报案、调查资料的“警政知识联网”和“M-Police”网站也于同日當機，导致警员无法连线、勤务大乱。但警政署于8月5日上午表示，经调查事故原因是机房的一台老旧防火墙设备故障。
8月6日晚间，民視新聞台YouTube直播信号被插入反台独画面及中国大陆歌曲《我和我的祖国》，影片於事發後兩分鐘移除。8月7日晚，該頻道直播畫面被換成“歡迎台灣同胞早日回大陸，領略祖國大好河山”字樣搭配大陸各地風光，背景音樂也被換成《我的祖國》。此次遭駭時間長達5分鐘。對此，民視已經蒐集相關資訊，向檢警報案。
8月7日，臺灣大學教務處、研發處網站遭駭，頁面出現“世界上只有一個中國”之文字。台大於晚間透過聲明強調，已啟動應變程序，目前先關閉這兩個單位的首頁，並積極修復中，待處理完後會再重新上線。
行政院政務委員兼數位發展部部長唐鳳指出，網路攻擊總流量大概超過15,000個吉字节（GB），約為過去單日最高攻擊量的23倍。國家通訊傳播委員會主委陳耀祥表示，初步調查發現是廣告媒體在系統裡使用中國大陆軟體，該軟體可能有後門程式或木馬程式的存在。唐鳳另表示將透過Web3區塊鏈技術以有效阻擋網路攻擊。
APT 27在社交平台上宣稱主使網路攻擊，並稱已經在台封鎖約6萬個網路裝置。西方情報認為該組織在中國大陆，由北京在背後支持。路透社詢問中华人民共和国官方時被拒絕回應。8月7日，APT 27宣佈，對台網路攻擊暫時結束，但威脅稱將公佈部分台灣設備的“零日漏洞”與政府外洩數據，並揚言此次行動只是暖身，其手上還掌握著超過20萬台台灣的聯網設備，如果台灣繼續挑起緊張局勢，“我們會再回來，祝你好運”。

### 制裁
8月3日，国务院台办宣布对臺灣民主基金會、國際合作發展基金會等“台独顽固分子”采取惩戒措施，禁止其与中国大陆组织、企业、个人合作。禁止中国大陆组织、企业、个人与为上述基金会捐款的企业进行任何交易、合作，禁止有关企业负责人入境。
8月5日，中华人民共和国外交部以「佩洛西不顧中方嚴重關切和堅決反對執意竄台，嚴重干涉中國內政，嚴重損害中國主權和領土完整，嚴重踐踏一個中國原則，嚴重威脅台海和平穩定」為由，对美国国会众议长佩洛西及其直系亲属采取制裁措施。同時宣佈取消安排中美两军战区领导通话、取消中美国防部工作会晤、取消中美海上军事安全磋商机制会议、暂停中美非法移民遣返合作、暂停中美刑事司法协助合作、暂停中美打击跨国犯罪合作、暂停中美禁毒合作和暂停中美气候变化商谈。
8月16日，国务院台辦發言人受權宣佈，公佈蕭美琴、顧立雄、蔡其昌、柯建銘、林飛帆、陳椒華、王定宇等為列入清單的“台獨”頑固分子。发言人表示，当日公布的“台独”顽固分子名单并非清单的全部。
8月18日，《中國基金報》報導，多家私募機構接獲中国证券投资基金业协会發出的「關於落實反制要求並完善相關機制的通知」，要求私募機構要嚴格落實對裴洛西及其直系親屬的制裁措施。

### 貿易
此事件也使得中國大陸對於台灣展開多項貿易制裁。
8月1日，中華人民共和國海關總署宣佈禁止進口台灣一百多家食品，包含茶葉、農漁等產品，外界分析此舉為制裁佩洛西訪台。
8月3日，中國大陸方面宣布即日起暂停天然砂对台湾出口，同时以检出检疫性有害生物为由，暂停葡萄柚、柠檬、橙等柑橘类水果和冰鲜白帶魚、冻竹荚鱼往中国大陆的输入。業者指出，中國大陸天然砂內銷销路很好，以往台灣業者幾乎搶不到，因此中國大陸禁止出口天然砂，對台灣影響不大。農委會表示：「柑橘類產期最接近的是中秋節柚子，出口量不到產量2%，可以妥善處理。」
8月4日，陸委會發言人邱垂正表示，將依事態發展研議採取必要反制措施。
另有傳言稱台灣民眾在淘宝网購買的商品恐遭中華人民共和國海關卡關。對此，中華民國財政部關務署表示，經電詢承攬、報關相關公協會，尚無接獲會員業者反映相關情事；另電詢承攬兩岸快遞遞送之國際大型快遞公司，亦表示尚無接獲其中國大陸運營機構通知相關情事，經觀察近日空、海運快遞貨物進出口情形，尚無顯著變化。但仍有網民表示，自己剛剛下單網購，大陸客服即告知“台灣全部停發”。
8月8日，據傳大陸方面要求產品產地標註“中國臺灣”（Taiwan, China）。對此，中華民國經濟部表示，與中華民國財政部等相關部會已第一時間掌握業者反映，如果出口貨品到中國大陸有遭陸方海關擋關要求標示“中國臺灣”，或要求文件應加註中國臺灣之具體個案，廠商可提供關別、進口商、報關行、產品名稱等相關資訊給經濟部貿易局，以利財政部關務署洽中國大陸海關聯絡點協處。
在佩洛西访台后，从酱油生产商到专事亚洲业务的资产管理公司，处于地缘政治紧张局势之中的在华企业纷纷表态，与台湾切割。

### 國際政要接續訪問臺灣
佩洛西議長此行訪台多次受到来自北京的严正警告，但此後仍有其他美歐日等多國政要不顧中國大陆施壓持續訪臺或正考慮安排訪台行程。
8月7日，立陶宛交通及通訊部政务副部长瓦伊丘凱維丘特率官员及电动巴士企业代表共11人抵达台湾，拜会中華民國交通部等部会，参访台湾电动巴士产业龙头企业，打造民主自由产业链。
8月7日至12日，聖文森及格瑞那丁總理龔薩福訪台，龔薩福談話表示：「在全球體系中，我們相信確保獨立與主權，不干涉他國內政、以及和平解決所有國際爭端是深植在我們DNA當中的」。
8月14日，美国联邦参议员马基率国会代表团5人搭乘美國空軍专机抵达台北松山机场并访问台湾，代表团会见中华民国总统蔡英文和其他官员，以及企业代表，就缓解台海紧张局势和半导体投资事宜展开讨论。馬基離台後，隨即發布聲明表示，美台雙方已就廣泛議題交換意見，包括美國支持台灣和平及穩定、台灣目前面臨日益加劇的北京威權壓力等。
8月22日至24日，日本國會最大團體日華議員懇談會會長古屋圭司、日華議員懇談會事務局局長木原稔訪問台灣，並同總統蔡英文和中華民國國防部會談，並於10月10日中華民國國慶日活動時派成員訪台。
8月25日，美國聯邦參議員搭乘美國陸軍專機抵松山機場訪臺，她抵台後立刻在推特以中文發文說，「我剛降落在台灣，想給北京傳達一個訊息，我們不會接受霸凌」「現在是時候讓我們專注於回報台灣對民主價值的承諾，並確保他們擁有必要的資源，來對抗共黨中國和新邪惡軸心」，26日於總統府表示希望繼續幫助台灣保持獨立自由。
8月底，美国印第安纳州州長侯康安、帛琉副總統席嫵杜、美國亞利桑那州州長杜希、外交部長步卡羅皆率團訪問台灣。
9月，吐瓦魯總理拿塔諾、法國參議院歐洲事務委員會副主席貝勒發率參議員、美國聯邦眾議院軍事委員會情報暨特種作戰小組副主席墨菲率眾議員、捷克参议院教育、科學、文化、人權暨請願委員會主席德拉霍斯率代表團訪問台灣。
10月，德國國會友台小組主席威爾許訪團、帛琉總統、加拿大眾議院國貿委員會主席史葛洛率眾議員、美國聯邦眾議院科學、太空暨科技委員會主席江笙、史瓦帝尼國王恩史瓦帝三世、德國國會人權委員會訪團、立陶宛議會歐洲事務委會副主席帕維里歐尼斯、烏克蘭國會議員兼聲音黨主席盧狄克、印尼國會台灣連線共同主席馬大倪訪團訪問台灣。
11月，歐洲對華政策跨國議會聯盟（IPAC）訪團、聖克里斯多福及尼維斯總理德魯、英國國際貿易部貿易政策副部長韓斯、諾魯總統昆洛斯、聖露西亞總理皮耶訪問台灣。
12月，英国下议院外交委員會克恩斯率下議院議員、波蘭眾議院波蘭台灣國會小組主席安鄒訪團、美國爱达荷州州長李睿德、日本眾議員暨自民黨政務調查會長萩生田光一、歐洲議會國貿委員會訪團、美國聯邦眾議員匡希恆率眾議員、日本自民黨參議院幹事長世耕弘成率參議員訪問台灣。
2023年1月，韩国国会副议长郑宇泽带领国会议员代表团访问台湾。